# Пахвина

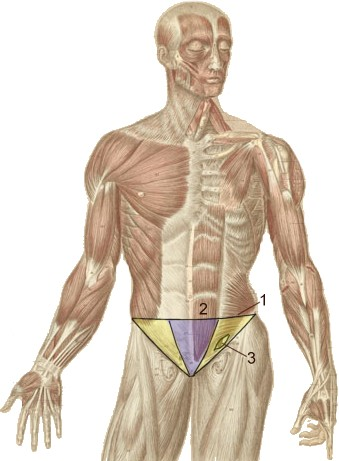
1 — жовтий — пахвинна ділянка;
2 — синій — лонна зона;
3 — пахвинний канал

Пахви́на (лат. inguen) або пахвинна ділянка (лат. regio inguinalis) — частина нижнього краю живота, що прилягає до стегна. Пахвинна ділянка є парною ділянкою гіпогастральної частини живота: є справа і зліва.
Від пахвини слід відрізняти пах — місце між стегном і нижньою частиною живота.

## Термінологія
Термін «пахвина» походить від архаїчного слова «пах», яке означає «впадина, заглибина». В українській медичній термінології існує низка паронімів, що мають спільний корінь «пах»:
- пах, у, ч. — ділянка пахвинна
- пахва, и, ж. — ямка пахвова
- пахвинний, а, е — син. інґвінальний
- пахвовий, а, е — син. аксилярний, підпахвовий.

Очевидно наявність однокореневих слів-паронімів (пари «пах — пахва» і «пахвинний — пахвовий») і механічна транслітерація з російської мови призвели до того, що сьогодні в українській медичній літературі й публіцистиці часто для означення пахвини хибно використовується калька «пахова ділянка»

## Анатомічні межі
Пахвинна ділянка має наступні межі:
- вгорі — горизонтальна лінія, що з'єднує передні верхні ості клубових кісток;
- внизу — пахвинна зв'язка або шкірна складка на стику тулуба з ногою;
- присередньо — бічний край прямого м'яза живота.

## Клінічне значення
В пахвинній ділянці розташовуються пахвинний канал (лат. canalis inguinalis), множинні лімфатичні вузли, м'язи-аддуктори стегна, проходять крупні кровоносні судини, що кровопостачають нижню кінцівку, у чоловіків — сім'яний канатик, у жінок — кругла зв'язка матки. За певних патологічних обставин в цю ділянку можуть спускатися петлі кишок. Відповідно пахвинна ділянка є типовим місцем локалізації цілої низки патологічних процесів чи захворювань, катетеризації магістральних кровоносних судин нижньої кінцівки та операцій.

## Патологія
- Пахвинна грижа
- Грижа Гілмора
- Лімфаденіт пахвинних лімфатичних вузлів
- Кіста сім'яного канатика